# Struthanthus deppeanus
Struthanthus deppeanus là một loài thực vật có hoa trong họ Loranthaceae. Loài này được (Schltdl. & Cham.) Blume miêu tả khoa học đầu tiên năm 1830.